# Herredsbæk
Herredsbæk er et 11 km langt vandløb i Vesthimmerlands Kommune i det nordvestlige Himmerland. Herredsbæk løber fra Sjørup Sø, først ca. 4 km mod nord, derefter mod vest, og ud i  den gendannede Vilsted Sø, hvorfra den fortsætter som Bjørnsholm Å mod vest  til Bjørnsholm Bugt i Limfjorden.

## Eksterne kilder og henvisninger
1. ↑  Fællesregulativ for Bjørnsholm Å vandløbssystem (Webside ikke længere tilgængelig) nov. 2010

|  | Denne artikel om lokaliteten Herredsbæk kan blive bedre, hvis der indsættes et (bedre) billede. Du kan hjælpe ved at afsøge Wikimedia Commons for et passende billede eller lægge et op på Wikimedia Commons med en af de tilladte licenser og indsætte det i artiklen. |

56°54′15.95″N 9°19′26.71″Ø / 56.9044306°N 9.3240861°Ø